# ماندفيل
ماندفيل (لويزيانا) (بالإنجليزية: Mandeville, Louisiana)‏ هي مدينة تقع في الولايات المتحدة في لويزيانا. يقدر عدد سكانها بـ 11,560 نسمة .

## التركيبة السكانية
حدّد مكتب تعداد الولايات المتحدة بيانات التركيبة السكانية لماندفيل في تعداد الولايات المتحدة. في ما يلي، التركيبة السكانية حسب تعدادي 2000 و2010.

### تعداد عام 2000
بلغ عدد سكان ماندفيل 10,489 نسمة بحسب تعداد عام 2000، وبلغ عدد الأسر 4,204 أسرة وعدد العائلات 2,723 عائلة مقيمة في المدينة. في حين سجلت الكثافة السكانية 555.9 نسمة لكل كيلومتر مربع (1,439.8/ميل2). وبلغ عدد الوحدات السكنية 4,669 وحدة بمتوسط كثافة قدره 247.4 لكل كيلومتر مربع (640.8/ميل2).
وتوزع التركيب العرقي للمدينة بنسبة 92.15% من البيض و4.79% من الأمريكيين الأفارقة و0.31% من الأمريكيين الأصليين و1.16% من الأمريكيين ذوي الأصول الآسيوية و0.06% من سكان جزر المحيط الهادئ و0.59% من الأعراق الأخرى و0.93% من عرقين مختلطين أو أكثر و2.43% من الهسبانيون أو اللاتينيون من أي عرق.
بلغ عدد الأسر 4,204 أسرة كانت نسبة 37.8% منها لديها أطفال تحت سن الثامنة عشر تعيش معهم، وبلغت نسبة الأزواج القاطنين مع بعضهم البعض 50.6% من أصل المجموع الكلي للأسر، ونسبة 10.8% من الأسر كان لديها معيلات من الإناث دون وجود شريك،  بينما كانت نسبة 3.4% من الأسر لديها معيلون من الذكور دون وجود شريكة وكانت نسبة 35.2% من غير العائلات. تألفت نسبة 29.8% من أصل جميع الأسر من عدة أفراد يعيشون في نفس المنزل ونسبة 11.4% كانت تتألف من شخص يعيش بمفرده يبلغ من العمر 65 عاماً أو أكثر. وبلغ متوسط حجم الأسرة المعيشية 2.46، أما متوسط حجم العائلات فبلغ 3.11.
بلغ العمر الوسطي للسكان 37.7 عاماً. وكانت نسبة 27.3% من القاطنين تحت سن الثامنة عشر، وكانت نسبة 7.3% بين الثامنة عشر والرابعة والعشرين عاماً، ونسبة 28.9% كانت واقعةً في الفئة العمرية ما بين الخامسة والعشرين والرابعة والأربعين عاماً، ونسبة 24.4% كانت ما بين الخامسة والأربعين والرابعة والستين، ونسبة 10.6% كانت ضمن فئة الخامسة والستين عاماً فما فوق. يوجد لكل 100 أنثى 90.6 ذكر، ويوجد لكل 100 أنثى في الثامنة عشر من عمرها فما فوق 86.5 ذكر.
بلغ متوسط دخل الأسرة في المدينة 52,500 دولارًا، أما متوسط دخل العائلة فبلغ 70,043 دولارًا. وكان متوسط دخل الذكور 50,891 دولارًا مقابل 30,554 دولارًا للإناث. وسجل دخل الفرد الخاص بالمدينة 26,420 دولارًا. وكانت نسبة 4.9% من العائلات ونسبة 7.6% من السكان تحت خط الفقر، وكان من هؤلاء نسبة 7.8% تحت سن الثامنة عشر ونسبة 13.7% في الخامسة والستين من العمر وما فوق.

### تعداد عام 2010
بلغ عدد سكان ماندفيل 11,560 نسمة بحسب تعداد عام 2010، وبلغ عدد الأسر 4,627 أسرة وعدد العائلات 2,991 عائلة مقيمة في المدينة. في حين سجلت الكثافة السكانية 612.6 نسمة لكل كيلومتر مربع (1,586.6/ميل2). وبلغ عدد الوحدات السكنية 5,033 وحدة بمتوسط كثافة قدره 266.7 لكل كيلومتر مربع (690.7/ميل2).
وتوزع التركيب العرقي للمدينة بنسبة 90.55% من البيض و4.40% من الأمريكيين الأفارقة و0.31% من الأمريكيين الأصليين و1.93% من الأمريكيين ذوي الأصول الآسيوية و0.01% من سكان جزر المحيط الهادئ و1.08% من الأعراق الأخرى و1.71% من عرقين مختلطين أو أكثر و5.26% من الهسبانيون أو اللاتينيون من أي عرق.
بلغ عدد الأسر 4,627 أسرة كانت نسبة 33.5% منها لديها أطفال تحت سن الثامنة عشر تعيش معهم، وبلغت نسبة الأزواج القاطنين مع بعضهم البعض 48.9% من أصل المجموع الكلي للأسر، ونسبة 11.2% من الأسر كان لديها معيلات من الإناث دون وجود شريك،  بينما كانت نسبة 4.5% من الأسر لديها معيلون من الذكور دون وجود شريكة وكانت نسبة 35.4% من غير العائلات. تألفت نسبة 29.9% من أصل جميع الأسر من عدة أفراد يعيشون في نفس المنزل ونسبة 14.6% كانت تتألف من شخص يعيش بمفرده يبلغ من العمر 65 عاماً أو أكثر. وبلغ متوسط حجم الأسرة المعيشية 2.45، أما متوسط حجم العائلات فبلغ 3.06.
بلغ العمر الوسطي للسكان 42.1 عاماً. وكانت نسبة 24.8% من القاطنين تحت سن الثامنة عشر، وكانت نسبة 6.5% بين الثامنة عشر والرابعة والعشرين عاماً، ونسبة 22.6% كانت واقعةً في الفئة العمرية ما بين الخامسة والعشرين والرابعة والأربعين عاماً، ونسبة 30% كانت ما بين الخامسة والأربعين والرابعة والستين، ونسبة 16.2% كانت ضمن فئة الخامسة والستين عاماً فما فوق. وتوزع التركيب الجنسي للسكان بنسبة 46.9% ذكور و53.1% إناث.

## المدن التوأمة
مدينة Colón هي مدينة توأمة لـماندفيل (لويزيانا).

## أعلام
- جوزيف ايوان
- باول ميلر
- أندريو تاربيل
- لويس إل. مورغان